# Портрет доктора де С., играющего в шахматы со Смертью
Портрет доктора де С., играющего в шахматы со Смертью (фр. Portrait du Dr de C. jouant aux échecs avec la Mort) — картина французского художника Реми-Фюрси Дескарсена (фр. Rémi-Furcy Descarsin, 1747—1793) на уникальный для XVIII века сюжет.

## История картины

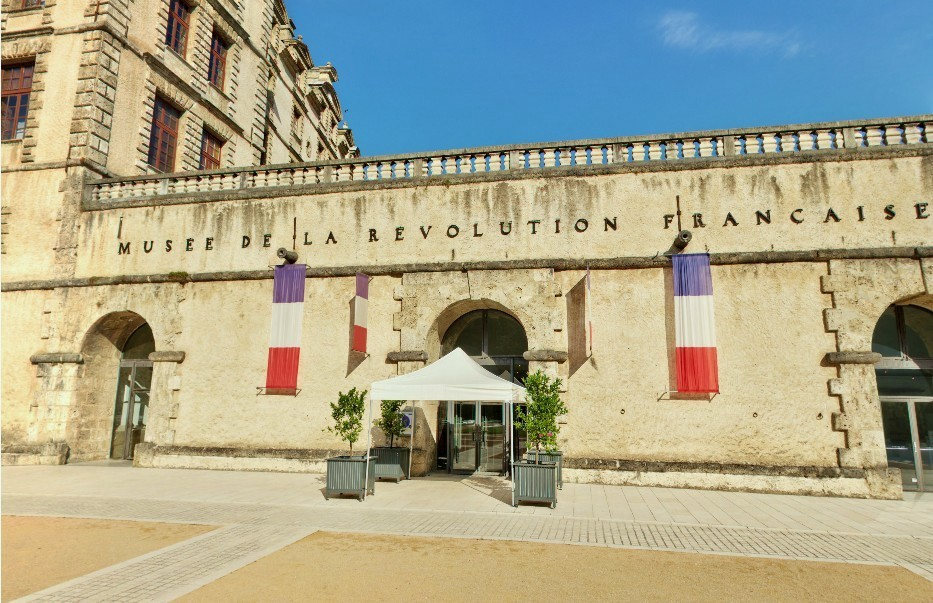
Музей французской революции.

Судя по надписи на раме картины, полотно было написано художником в 1793 году, незадолго перед смертью (художник был казнён за симпатии к контрреволюции) и является его последним произведением. Долгое время картина хранилась в частных собраниях и была недоступна специалистам. Ситуация изменилась в 2006 году, когда она была выставлена на аукцион и привлекла внимание искусствоведов (лот № 78, 8 декабря 2006 года, аукцион Beaussant & Lefevre, Париж). Картина была приобретена Музеем французской революции в Визие за 38 000 евро.
Техника исполнения картины — холст, масло. Размер: 135,5 × 105 сантиметров.

## Сюжет картины
Картина изображает хитро улыбающегося, облачённого в домашний халат, наброшенный поверх изящной белой рубашки, и чепчик, врача С., который только что завершил победой свою шахматную партию против Смерти, изображённой в виде скелета, одетого в чёрный плащ и опирающегося на поперечную планку косы. Смерть встаёт из-за столика, удивлённо растопырив пальцы левой руки и подняв возмущённый взгляд к небесам. Врач радостно смотрит на зрителя и указывает ему на позицию, стоящую на шахматной доске. Действие сцены происходит в помещении, принадлежащем человеку среднего достатка, очевидно, что это апартаменты самого главного героя и Смерть приходила именно к нему.
На позолоченной раме, сделанной из дерева, внизу слева находится надпись: «Портрет доктора де С., пришедшего спасти от смерти пациента. Смерть признаёт поражение. Она просто получила мат в шахматной партии. Картина написана в Нанте Реми-Фюрси Дескарсеном, который был обезглавлен в 1793 году (рука доктора не была завершена)». Надпись противоречит изображению, утверждая, что врач пришёл к пациенту, а не находится у себя дома. Однако, сделана она не художником и после его смерти. Возможно, её автор не до конца понял его замысел.
Рядом с этой надписью справа другая надпись, объясняющая содержание картины «Юпитер по просьбе Плутона убивает молнией Эскулапа за воскрешение Ипполита», висящей на стене за основными персонажами полотна.
Аполлон, пылая ревностью к смертному Исхию, приказал своей сестре Диане убить свою беременную возлюбленную Корониду, тем не менее он вынул из её утробы Эскулапа и стал воспитывать его как сына, сделав врачом (по другой версии его воспитывал и обучал этому искусству кентавр Хирон), способным исцелять людей от смерти. Однако это вызвало к Эскулапу всеобщую ненависть: наследники проклинали Эскулапа, когда он лечил стариков; неверные жёны бранили, когда он ставил на ноги их мужей; мужья негодовали за то, что не освобождал их от надоевших им престарелых жён. Желая услужить Диане, Эскулап воскресил Ипполита, за это на него разгневался бог царства мёртвых Плутон, пожаловавшийся Юпитеру. Юпитер поразил его своим перуном.
Картина отражает настроения аристократии и лиц, в силу обстоятельств связанных с ней своими интересами и судьбой, в годы «Великого террора» во время якобинской диктатуры. Страх перед гибелью сочетался со демонстративной иронией над смертью: появилась мода на серьги в форме маленьких гильотин, они имели подвеску, представлявшую отрубленную голову в короне. Противники революции носили узкие ядовито-зелёные или тёмно-коричневые сюртуки с огромными лацканами и воротниками, а шейный платок почти закрывал подбородок. На поясе болтались гигантские монокли и лорнеты. Причёска «собачьи уши» предусматривала подстриженные сзади волосы (именно здесь палач стриг волосы перед гильотинированием), по бокам и спереди их носили нарочито длинными.

## Шахматная позиция, изображённая на доске
|   | a                                                                    | b                                                                    | c                                                                    | d                                                                    | e                                                                    | f                                                                    | g                                                                    | h                                                                    |   |
| - | -------------------------------------------------------------------- | -------------------------------------------------------------------- | -------------------------------------------------------------------- | -------------------------------------------------------------------- | -------------------------------------------------------------------- | -------------------------------------------------------------------- | -------------------------------------------------------------------- | -------------------------------------------------------------------- | - |
| 8 | d4 чёрный слон · c2 чёрный король · a1 белый король · c1 чёрный конь | d4 чёрный слон · c2 чёрный король · a1 белый король · c1 чёрный конь | d4 чёрный слон · c2 чёрный король · a1 белый король · c1 чёрный конь | d4 чёрный слон · c2 чёрный король · a1 белый король · c1 чёрный конь | d4 чёрный слон · c2 чёрный король · a1 белый король · c1 чёрный конь | d4 чёрный слон · c2 чёрный король · a1 белый король · c1 чёрный конь | d4 чёрный слон · c2 чёрный король · a1 белый король · c1 чёрный конь | d4 чёрный слон · c2 чёрный король · a1 белый король · c1 чёрный конь | 8 |
| 7 | d4 чёрный слон · c2 чёрный король · a1 белый король · c1 чёрный конь | d4 чёрный слон · c2 чёрный король · a1 белый король · c1 чёрный конь | d4 чёрный слон · c2 чёрный король · a1 белый король · c1 чёрный конь | d4 чёрный слон · c2 чёрный король · a1 белый король · c1 чёрный конь | d4 чёрный слон · c2 чёрный король · a1 белый король · c1 чёрный конь | d4 чёрный слон · c2 чёрный король · a1 белый король · c1 чёрный конь | d4 чёрный слон · c2 чёрный король · a1 белый король · c1 чёрный конь | d4 чёрный слон · c2 чёрный король · a1 белый король · c1 чёрный конь | 7 |
| 6 | d4 чёрный слон · c2 чёрный король · a1 белый король · c1 чёрный конь | d4 чёрный слон · c2 чёрный король · a1 белый король · c1 чёрный конь | d4 чёрный слон · c2 чёрный король · a1 белый король · c1 чёрный конь | d4 чёрный слон · c2 чёрный король · a1 белый король · c1 чёрный конь | d4 чёрный слон · c2 чёрный король · a1 белый король · c1 чёрный конь | d4 чёрный слон · c2 чёрный король · a1 белый король · c1 чёрный конь | d4 чёрный слон · c2 чёрный король · a1 белый король · c1 чёрный конь | d4 чёрный слон · c2 чёрный король · a1 белый король · c1 чёрный конь | 6 |
| 5 | d4 чёрный слон · c2 чёрный король · a1 белый король · c1 чёрный конь | d4 чёрный слон · c2 чёрный король · a1 белый король · c1 чёрный конь | d4 чёрный слон · c2 чёрный король · a1 белый король · c1 чёрный конь | d4 чёрный слон · c2 чёрный король · a1 белый король · c1 чёрный конь | d4 чёрный слон · c2 чёрный король · a1 белый король · c1 чёрный конь | d4 чёрный слон · c2 чёрный король · a1 белый король · c1 чёрный конь | d4 чёрный слон · c2 чёрный король · a1 белый король · c1 чёрный конь | d4 чёрный слон · c2 чёрный король · a1 белый король · c1 чёрный конь | 5 |
| 4 | d4 чёрный слон · c2 чёрный король · a1 белый король · c1 чёрный конь | d4 чёрный слон · c2 чёрный король · a1 белый король · c1 чёрный конь | d4 чёрный слон · c2 чёрный король · a1 белый король · c1 чёрный конь | d4 чёрный слон · c2 чёрный король · a1 белый король · c1 чёрный конь | d4 чёрный слон · c2 чёрный король · a1 белый король · c1 чёрный конь | d4 чёрный слон · c2 чёрный король · a1 белый король · c1 чёрный конь | d4 чёрный слон · c2 чёрный король · a1 белый король · c1 чёрный конь | d4 чёрный слон · c2 чёрный король · a1 белый король · c1 чёрный конь | 4 |
| 3 | d4 чёрный слон · c2 чёрный король · a1 белый король · c1 чёрный конь | d4 чёрный слон · c2 чёрный король · a1 белый король · c1 чёрный конь | d4 чёрный слон · c2 чёрный король · a1 белый король · c1 чёрный конь | d4 чёрный слон · c2 чёрный король · a1 белый король · c1 чёрный конь | d4 чёрный слон · c2 чёрный король · a1 белый король · c1 чёрный конь | d4 чёрный слон · c2 чёрный король · a1 белый король · c1 чёрный конь | d4 чёрный слон · c2 чёрный король · a1 белый король · c1 чёрный конь | d4 чёрный слон · c2 чёрный король · a1 белый король · c1 чёрный конь | 3 |
| 2 | d4 чёрный слон · c2 чёрный король · a1 белый король · c1 чёрный конь | d4 чёрный слон · c2 чёрный король · a1 белый король · c1 чёрный конь | d4 чёрный слон · c2 чёрный король · a1 белый король · c1 чёрный конь | d4 чёрный слон · c2 чёрный король · a1 белый король · c1 чёрный конь | d4 чёрный слон · c2 чёрный король · a1 белый король · c1 чёрный конь | d4 чёрный слон · c2 чёрный король · a1 белый король · c1 чёрный конь | d4 чёрный слон · c2 чёрный король · a1 белый король · c1 чёрный конь | d4 чёрный слон · c2 чёрный король · a1 белый король · c1 чёрный конь | 2 |
| 1 | d4 чёрный слон · c2 чёрный король · a1 белый король · c1 чёрный конь | d4 чёрный слон · c2 чёрный король · a1 белый король · c1 чёрный конь | d4 чёрный слон · c2 чёрный король · a1 белый король · c1 чёрный конь | d4 чёрный слон · c2 чёрный король · a1 белый король · c1 чёрный конь | d4 чёрный слон · c2 чёрный король · a1 белый король · c1 чёрный конь | d4 чёрный слон · c2 чёрный король · a1 белый король · c1 чёрный конь | d4 чёрный слон · c2 чёрный король · a1 белый король · c1 чёрный конь | d4 чёрный слон · c2 чёрный король · a1 белый король · c1 чёрный конь | 1 |
|   | a                                                                    | b                                                                    | c                                                                    | d                                                                    | e                                                                    | f                                                                    | g                                                                    | h                                                                    |   |

На доске черные фигуры дают мат слоном и конём белому королю. Вне доски, рядом с лежащей пешкой, стоят ладья и ферзь. Рядом с доской находятся несколько снятых с неё шахматных фигур. Заметно, что художника мало беспокоила достоверность изображённого на профессиональном шахматном столике (чувствуется, что врач С. владеет секретами игры, постоянно практикуясь в шахматах, именно поэтому столик предназначен только для настольных игр): изображена только малая часть шахматного комплекта.
На картине изображен шахматный набор в стиле Regency, который был в ходу в XVIII веке. Конь в этом наборе не имеет лошадиной головы и отличается от слона более крупным навершием.